# Campionati canadesi di sci alpino 1978
I Campionati canadesi di sci alpino 1978 si disputarono a Marmot Basin; furono assegnati i titoli di discesa libera, slalom gigante, slalom speciale e combinata, sia maschili sia femminili.

## Risultati
| Specialità      | Uomini       | Donne          |
| --------------- | ------------ | -------------- |
| Discesa libera  | Ken Read     | Kathy Kreiner  |
| Slalom gigante  | John Hilland | Kathy Kreiner  |
| Slalom speciale | Peter Monod  | Vanita Haining |
| Combinata       | Ken Read     | Kathy Kreiner  |